# Svartir Sandar
Svartir sandar es el cuarto álbum de estudio de Sólstafir. Fue lanzado el 14 de octubre de 2011 por Season of Mist. En julio de 2011, fue hecho un video musical para la canción Fjara y fue lanzado en enero de 2012.

## Lista de canciones
- Disco 1 (Andvari) (39:49)

| N.º | Título                                    | Duración |  |
| 1.  | «"Ljós í stormi" (Luces en una tormenta)» | 11:35    |  |
| 2.  | «"Fjara" (Playa)»                         | 6:44     |  |
| 3.  | «"Þín orð" (Tus palabras)»                | 6:13     |  |
| 4.  | «"Sjúki skugginn" (La sombra enferma)»    | 5:07     |  |
| 5.  | «"Æra" (Honor)»                           | 5:02     |  |
| 6.  | «"Kukl" (Farsante)»                       | 5:08     |  |

- Disco 2 (Gola) (37:43)

| N.º | Título                               | Duración |  |
| 7.  | «"Melrakkablús" (Melrakka blues)»    | 9:58     |  |
| 8.  | «"Draumfari" (Viajero de sueños)»    | 3:40     |  |
| 9.  | «"Stinningskaldi" (Fuerte brisa)»    | 1:15     |  |
| 10. | «"Stormfari" (Viajero de tormentas)» | 3:37     |  |
| 11. | «"Svartir sandar" (Arenas negras)»   | 8:22     |  |
| 12. | «"Djákninn" (El diácono)»            | 10:51    |  |

## Créditos

### Sólstafir
- Aðalbjörn Tryggvason: guitarras, voz
- Sæþór Maríus Sæþórsson: guitarras
- Svavar Austmann: bajo
- Guðmundur Óli Pálmason: batería

### Artistas invitados
- Coro Hljómeyki, arreglado y dirigido por Gunnar Ben
- Halldór A. Björnsson: teclado y piano electrónico
- Jón Björn Rikharðsson: gong
- Steinar Sigurðsson: saxofón
- Gerður G. Bjarklind: Spoken word
- Hallgrímur Jón Hallgrímsson: voz de apoyo masculina
- Ragnheiður Eiriksdottir: voz de apoyo femenina

## Producción
- Producido por Aðalbjörn Tryggvason y Fredrik Reinedahl
- Ingenieros de grabación: Birgir Jón Birgisson y Elizabeth Carlsson
- Mezclado por Fredrik Reinedahl
- Masterizado por Göran Finnberg